# Karel Burkert
Karel Burkert (in bulgaro Карел Буркерт?; Újpest, 1º dicembre 1909 – Brno, 26 marzo 1991) è stato un calciatore cecoslovacco naturalizzato bulgaro, di ruolo portiere.

## Palmarès

### Club

#### Competizioni nazionali
- Campionato bulgaro: 1

Levski Sofia: 1933